# Ichiban Kirei na Watashi wo
Singles de Mika Nakashima
Always
(2010) Dear
(2011)
Ichiban Kirei na Watashi wo est le 32e single de Mika Nakashima sorti sous le label Sony Music Associated Records le 25 août 2010 au Japon. Il atteint la 10e place du classement de l'Oricon. Il se vend à 16 816 exemplaires la première semaine, et il reste classé 13 semaines pour un total de 38 413 exemplaires vendus.
Ichiban Kirei na Watashi wo a été utilisé comme thème musical du drama Unubore Deka dans lequel Mika Nakashima joue le rôle de Rie Hagurashi. Ichiban Kirei na Watashi wo se trouve sur l'album STAR.

## Liste des titres
Toutes les paroles sont écrites par Katsuhiko Sugiyama.
| 1. | Ichiban Kirei na Watashi wo (一番綺麗な私を)                              | Katsuhiko Sugiyama | 4:29 |
| 2. | Ichiban Kirei na Watashi wo (Reggae Disco Rockers Remix) (一番綺麗な私を) | Katsuhiko Sugiyama | 5:51 |
| 3. | Ichiban Kirei na Watashi wo (Instrumental) (一番綺麗な私を)               | Katsuhiko Sugiyama | 4:27 |

| 1. | Ichiban Kirei na Watashi wo (PV) (一番綺麗な私を) | 4:32 |